# South Stork
South Stork är en bergstopp i Antarktis. Den ligger i Västantarktis. Argentina, Chile och Storbritannien gör anspråk på området. Toppen på South Stork är 250 meter över havet. South Stork ingår i Princess Royal Range.
Terrängen runt South Stork är kuperad. Havet är nära South Stork åt sydväst. Trakten är glest befolkad. Närmaste befolkade plats är Rothera Research Station, 5,9 kilometer sydost om South Stork.